# Enanatum II

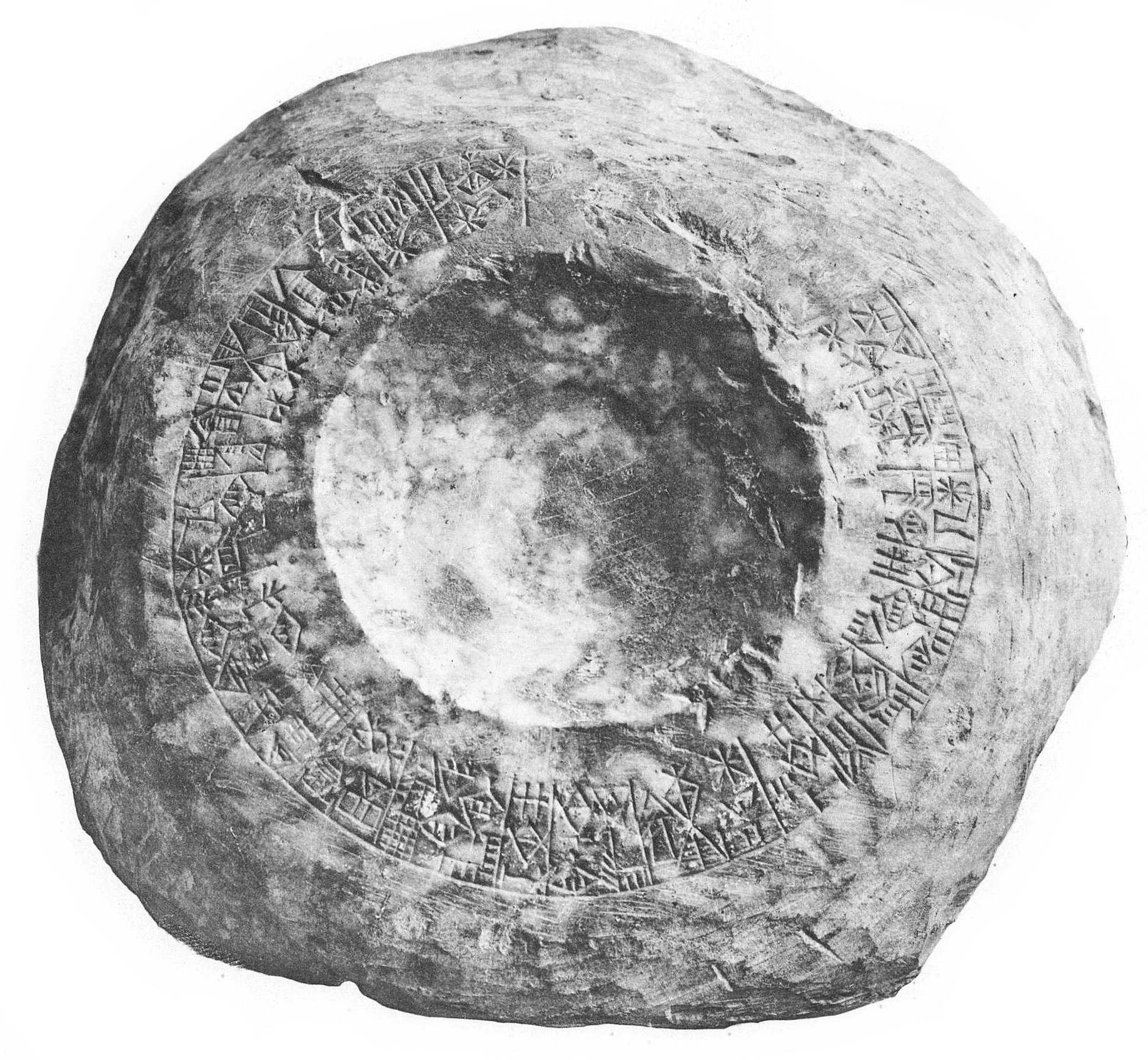
Kamień Enanaruma syna Enmetena

Enanatum II – syn i następca Enmeteny na tronie sumeryjskiego miasta-państwa Lagasz. Z czasów jego panowania zachowały się jedynie nieliczne inskrypcje. W niejasnych okolicznościach władzę w Lagasz po nim przejął kapłan boga Ningirsu o imieniu Enentarzi.